# Зендея
Зенде́я Мари́ Штёрмер Ко́улман (англ. Zendaya Maree Stoermer Coleman; род. 1 сентября 1996[…], Окленд, Калифорния), более известная мононимно как Зенде́я (также встречается написание Зенда́я) — американская актриса, певица, танцовщица и модель. Наиболее известна по роли Мишель «Эм-Джей» Джонс-Уотсон в фильмах «Человек-паук: Возвращение домой», «Человек-паук: Вдали от дома» и «Человек-паук: Нет пути домой».
Исполнила роль Рокки Блю в телесериале канала Disney «Танцевальная лихорадка!». C 2015 по 2018 годы она продюсировала и снималась в роли Кей Си Купер в комедийном телесериале «Кей Си. Под прикрытием», а в 2019 году снялась в роли 17-летней наркоманки Ру Беннет в драматическом сериале от HBO «Эйфория». За эту роль была удостоена двух премий «Эмми» в категории «Лучшая актриса в драматическом телесериале» в 2020 и 2022 годах, а также премии «Золотой глобус» (2023) в категории «Лучшая женская роль в телевизионном сериале».

## Биография
Зендея родилась 1 сентября 1996 года в Окленде (штат Калифорния), в семье Казембэ Аджаму (имя при рождении  — Сэмюэл Дэвид Коулман) и Клэр Мари Штёрмер. Её юность прошла при Калифорнийском Театре им. Шекспира в Оринде (штат Калифорния), где её мать работала театральным менеджером. Помимо обучения по студенческой театральной программе и выступлению во многих сценических постановках, помогала матери усаживать посетителей и продавать лотерейные билеты. Ещё во время обучения в школе искусств в Окленде она сыграла в мюзикле «Однажды на этом острове» (англ. Once on This Island) (роль Ти Маун), а также исполнила мужскую роль Джо в «Caroline, or Change». Позднее актриса продолжила развивать своё мастерство по программе California Shakespeare Theater Conservatory и American Conservatory Theater, участвуя в спектаклях «Как вам это нравится», «Ричард Третий», «Двенадцатая ночь» и других.
Зендея начала свою профессиональную карьеру в качестве модели для организаций Macy’s, Mervyns и Old Navy. Она появилась в рекламе игрушек телесериала «АйКарли». Она также появилась в качестве танцовщицы в рекламной кампании Sears совместно с актрисой Дисней Селеной Гомес. В ноябре 2009 года она проходила прослушивание на роль Сиси Джонс в телесериале «Танцевальная лихорадка!», но в итоге ей досталась роль Рокки Блю. На прослушивании она исполнила песню Майкла Джексона «Leave Me Alone». В 2012 году на американском канале «Дисней» была показана часовая серия сериала под названием «Танцевальная лихорадка: Сделано в Японии».
В 2011 году выпустила свой дебютный сингл «Swag It Out». Песня была написана Бобби Брэкинсом и продюсирована Гленном А. Фостером. В том же году она выпустила песню «Watch Me» совместно с Беллой Торн. Песня заняла 86 место в списке «Billboard Hot 100». 2 сентября 2012 года она подписала контракт с Hollywood Records.
Её первая роль в кино была в фильме 2012 года «Заклятые друзья», где она вновь снялась вместе с Беллой Торн. В феврале 2013 года она участвовала в 16 сезоне шоу «Танцы со звёздами». Она была самой молодой участницей, когда либо участвовавших в шоу (ей было 16 лет). Она участвовала в паре с Валентином Чмерковским. В мае пара заняла второе место, уступив Келли Пиклер и Дереку Хафу. 17 сентября 2013 года был выпущен одноимённый дебютный альбом.
25 июля 2013 года было объявлено, что телесериал «Танцевальная лихорадка» будет закрыт после трёх сезонов. 6 августа Зендея выпустила дебютную книгу «Between U and Me: How to Rock Your Tween Years with Style and Confidence». В том же году она сыграла 16-летнюю Зои Стивенс в телефильме канала Дисней «Zapped. Волшебное приложение». Затем она сыграла ведущую роль в пилотном эпизоде канала Дисней «Super Awesome Katy». В мае 2014 года канал дал зелёный свет телесериалу, а позже название сменилось на «Кей Си. Под прикрытием». Премьера состоялась 18 января 2015 года и всего было снято три сезона.
В следующем месяце музыкант Тимбалэнд подтвердил, что он работает над её вторым альбомом, после того как она переключит звукозаписывающую компанию с Disney на Republic. Сингл «Something New» совместно с Крисом Брауном был выпущен 5 февраля на лейблах Hollywood Records и Republic Records. Песня также стала её первым официальным релизом после подписания контракта с Republic Records. В августе 2015 года Зендея дебютировала со своей коллекцией обуви Daya.

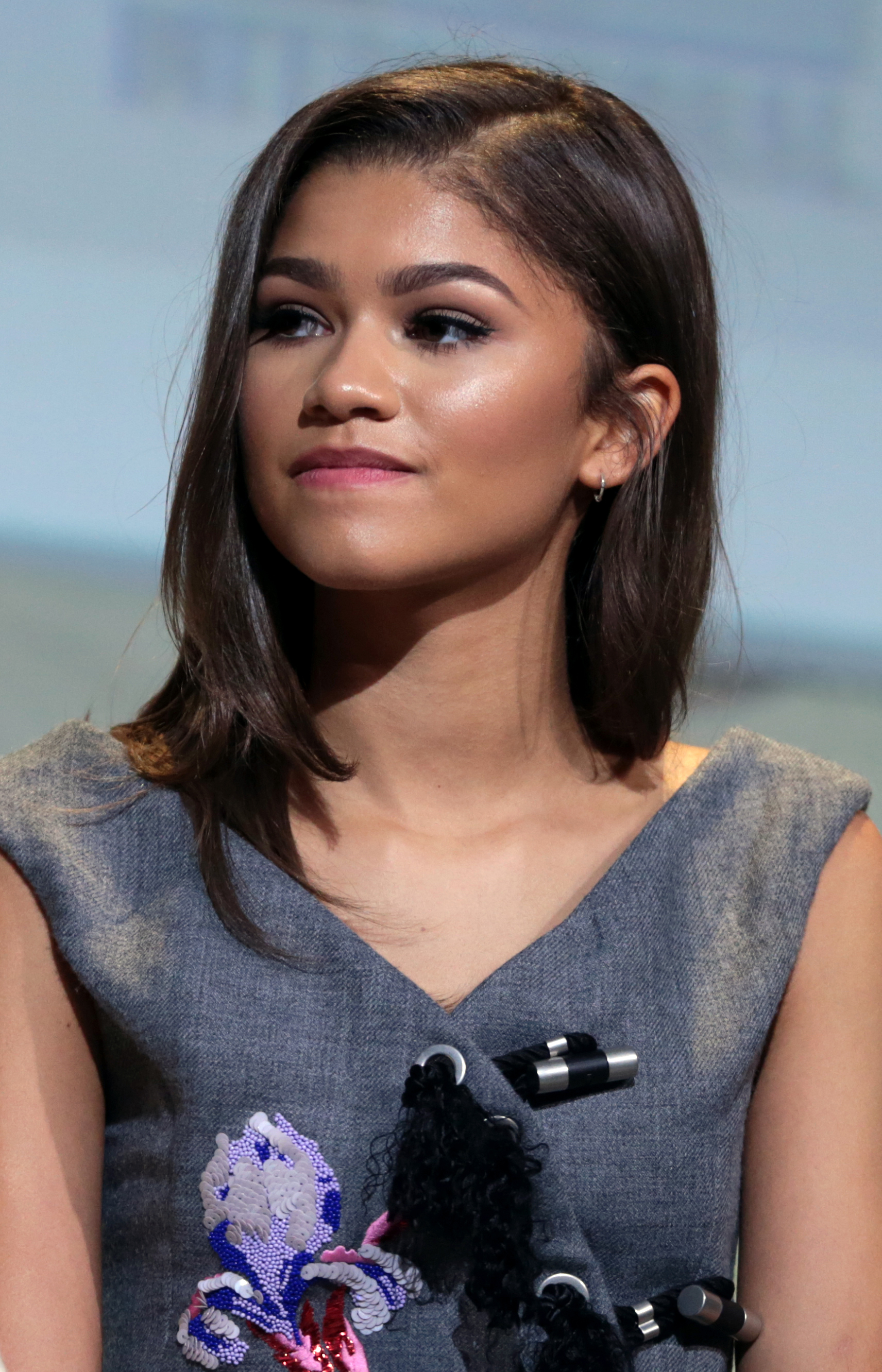
Зендея в 2016 году

В 2016 году снялась в фильме «Человек-паук: Возвращение домой», мировая премьера которого состоялась 28 июня 2017 года. Фильм собрал 117 миллионов долларов в первые выходные, заняв первое место в прокате. Её роль была восторженно принята критиками. Дэвид Эрлих из IndieWire назвал её «самым ценным игроком» фильма, несмотря на её короткое время в фильме.
В августе 2017 года появилась в музыкальном клипе Бруно Марса «Versace on the Floor». В декабре того же года она была приглашённым судьёй в финале 15-го сезона шоу «Project Runway». В декабре она снялась в музыкальном фильме «Величайший шоумен» вместе с Хью Джекманом, Заком Эфроном, Мишель Уильямс и Ребеккой Фергюсон. Она изобразила цирковую артистку Энн Уилер, афроамериканку и мастера трапеции, которая влюбилась в персонажа Эфрона, Филиппа Карлайла, во времена, когда межрасовый роман был под запретом. Хотя фильм получил неоднозначные отзывы критиков, он был коммерческим успехом, и работа Зендеи, а также химия с Эфроном были особенно оценены.
В июне 2019 года начала сниматься в телесериале «Эйфория», адаптации одноимённого израильского сериала. Она играет Ру — 17-летнюю наркоманку и рассказчицу сериала.
Она повторила свою роль в фильме «Человек-паук: Вдали от дома», в продолжении фильма «Человек-паук: Возвращение домой», который вышел 2 июля 2019 года.
В январе 2019 года она была выбрана на роль Чани в экранизации «Дюна» Дени Вильнёва, который основан на одноимённом романе Фрэнка Герберта. В следующем месяце она стала моделью Lancôme.
В 2021 году Зендея снялась в фильме «Малькольм и Мари», который снимали во время первой фазы пандемии COVID-19. На производстве соблюдались всесторонние протоколы безопасности, а небольшая бригада сводила к минимуму опасность для здоровья. В фильме снимался Джон Дэвид Вашингтон, а режиссёром выступил Сэм Левинсон, который также создал «Эйфорию». Фильм вызвал неоднозначный прием, но игра Зендеи получила положительные отзывы. В апреле 2021 года Зендея сыграла роль Лолы Банни в фильме «Космический джем: Новое поколение». Взрослея на первой части с детства, Зендея опиралась на любовь к баскетболу у своей семьи для этой роли. Фильм «Дюна» с ней в роли Чани дебютировал на Венецианском кинофестивале 3 сентября 2021 года. Критик Гленн Кенни назвал актрису «более чем подходящей» в её образе, в то время как Брайан Лоури из CNN отметил, что её роль была ограничена «прозрачными образами» в видениях главного героя.
Зендея также вновь присоединилась к режиссёру Джону Уоттсу и сыграла одну из главных ролей в фильме «Человек-паук: Нет пути домой», выход которого состоялся в декабре 2021 года.
В 2022 году Зендея вновь снялась в роли Чани в продолжении «Дюны» Дени Вильнёва, её персонаж получил значительно больше экранного времени по сравнению с первым фильмом. Мировая премьера фильма состоялась 6 февраля 2024 года в Мехико, где Зендея лично присутствовала на торжественной церемонии по случаю премьеры вместе с актёрами-коллегами по фильму и режиссером, став совметно с Флоренс Пью одной из главных звезд прохода по красной дорожке.

## Личная жизнь
У Зендеи есть дом в Лос-Анджелесе. Она вегетарианка и заявляет: «Моя главная причина быть вегетарианцем — это то, что я люблю животных, — определённо не потому, что я люблю овощи». Увлекается пением, танцами и дизайном одежды.
В ноябре 2021 года Зендея подтвердила свои отношения с партнёром по серии фильмов «Человек-паук» Томом Холландом. Они появились как пара на красной ковровой дорожке в ноябре 2021 года, когда начался пресс-тур фильма «Человек-паук: Нет пути домой». В январе 2025 года пара объявила о помолвке.

## Фильмография
| Год          |     | Русское название                    | Оригинальное название                              | Роль                                          |
| ------------ | --- | ----------------------------------- | -------------------------------------------------- | --------------------------------------------- |
| 2010—2013    | с   | Танцевальная лихорадка!             | Shake It Up                                        | Ракель «Рокки» Блю                            |
| 2011         | с   | Держись, Чарли!                     | Good Luck Charlie                                  | Ракель «Рокки» Блю                            |
| 2011         | с   | Звёздные шалости                    | PrankStars                                         | в роли самой себя / «Walk the Prank»          |
| 2011         | тф  | Турнир Долины Фей                   | Pixie Hollow Games                                 | Ферн                                          |
| 2012         | с   | Высший класс                        | A.N.T. Farm                                        | Зеккоя Джонс / «Creative consultANT»          |
| 2012         | тф  | Заклятые друзья                     | Frenemies                                          | Хайли Брэндон                                 |
| 2013         | в   | Пятёрка супергероев                 | Super Buddies                                      | Леденец                                       |
| 2013         | с   | Танцы со звёздами                   | Dancing with the Stars                             | конкурсант (в паре с Чмерковським)            |
| 2013         | с   |                                     | The Story of Zendaya                               | в роли самой себя                             |
| 2014         | тф  | Zapped. Волшебное приложение        | Zapped                                             | Зои Стивенс                                   |
| 2014         | с   |                                     | Under the Gunn                                     | в роли самой себя / «Hit the Stage»           |
| 2014         | с   |                                     | The Making of SWAY                                 | В роли себя                                   |
| 2014         | с   |                                     | SWAY: A Dance Trilogy                              | В роли себя                                   |
| 2015—2018    | с   | Кей Си. Под прикрытием              | K.C. Undercover                                    | Кей Си Купер / 76 эпизодов; также продюсер    |
| 2015         | с   | Черноватый                          | Black-ish                                          | Решейда / «Daddy’s Day»                       |
| 2016         | с   | Топ-модель по-американски           | America’s Next Top Model                           | в роли самой себя / «Lights, Camera, Catwalk» |
| 2017         | ф   | Человек-паук: Возвращение домой     | Spider-Man: Homecoming                             | Мишель                                        |
| 2017         | ф   | Величайший шоумен                   | The Greatest Showman                               | Энн Уилер                                     |
| 2017         | с   |                                     | Walk the Prank                                     | в роли самой себя / «K.C. Undercover Edition» |
| 2017         | с   | Битва фонограмм                     | Lip Sync Battle                                    | в роли самой себя / «Tom Holland vs. Zendaya» |
| 2018         | мф  | Папа-мама гусь                      | Duck Duck Goose                                    | Чи                                            |
| 2018         | мф  | Смолфут                             | Smallfoot                                          | Мичи                                          |
| 2019         | с   | ОА                                  | The OA                                             | Фола / 3 эпизода                              |
| 2019 — н. в. | с   | Эйфория                             | Euphoria                                           | Ру Беннетт / 19 эпизодов                      |
| 2019         | ф   | Человек-паук: Вдали от дома         | Spider-Man: Far from Home                          | Эм-Джей                                       |
| 2021         | ф   | Малькольм и Мари                    | Malcolm & Marie                                    | Мари / также продюсер                         |
| 2021         | мф  | Космический джем: Новое поколение   | Space Jam: A New Legacy                            | Лола Банни                                    |
| 2021         | ф   | Дюна                                | Dune                                               | Чани                                          |
| 2021         | ф   | Человек-паук: Нет пути домой        | Spider-Man: No Way Home                            | Эм-Джей                                       |
| 2021         | вс  |                                     | Fortnite Winterfest Trailer - Featuring Spider-Man | Эм-Джей                                       |
| 2022         | док |                                     | Is That Black Enough for You?!?                    | в роли самой себя                             |
| 2023         | док | Невидимая красота                   | Invisible Beauty                                   |                                               |
| 2024         | ф   | Дюна: Часть вторая                  | Dune: Part Two                                     | Чани                                          |
| 2024         | ф   | Претенденты                         | Challengers                                        | Таша Дональдсон / также продюсер              |
| 2025         | ф   | Драма                               | The Drama                                          |                                               |
| 2026         | ф   | Одиссея                             | The Odyssey                                        |                                               |
| 2026         | ф   | Человек-паук: Совершенно новый день | Spider-Man 4                                       | Эм-Джей                                       |
| 2026         | ф   | Дюна: Часть третья                  | Dune: Part Three                                   | Чани                                          |
| 2027         | мф  | Шрек 5                              | Shrek 5                                            | Фелиция                                       |

## Дискография

### Альбомы
| Название | Детали                                                       |
| -------- | ------------------------------------------------------------ |
| Zendaya  | - Релиз: 17 сентября 2013 - Формат: CD, цифровая дистрибуция |

### Синглы
| Название                           | Год  | Наивысшая позиция в чартах | Наивысшая позиция в чартах | Альбом                     |
| Название                           | Год  | US                         | UK                         | Альбом                     |
| ---------------------------------- | ---- | -------------------------- | -------------------------- | -------------------------- |
| Watch Me (совместно с Беллой Торн) | 2011 | 86                         | —                          | Shake It Up: Break It Down |
| Something To Dance For             | 2012 | 124                        | 186                        | Shake It Up: Live 2 Dance  |
| Replay                             | 2013 | 154                        | —                          | Zendaya                    |
| My Baby                            |      |                            |                            | Zendaya                    |

### Промосинглы
| Swag It Out                                                                 | 2011 | — | non-album single          |
| Fashion Is My Kryptonite (совместно с Беллой Торн)                          | 2012 | — | Shake It Up: Live 2 Dance |
| Contagious Love (совместно с Беллой Торн)                                   | 2013 | — | Shake It Up: I Love Dance |
| «—» означает, что сингл не попал в чарт, либо не был выпущен в этой стране. |      |   |                           |

## Туры
- Swag It Out Tour[англ.] (2012—2014)

### Вступительный акт
- Summer Tour[англ.] (Бриджит Мендлер)

## Награды и номинации
| Награды и номинации | Награды и номинации          | Награды и номинации                                                                  | Награды и номинации                                 | Награды и номинации | Награды и номинации |
| Год                 | Награда                      | Категория                                                                            | Номинант                                            | Результат           | Прим.               |
| ------------------- | ---------------------------- | ------------------------------------------------------------------------------------ | --------------------------------------------------- | ------------------- | ------------------- |
| 2011                | Young Artist Award           | Лучший молодой актёрский ансамбль                                                    | Танцевальная лихорадка!                             | Номинация           | [ 74 ]              |
| 2012                | Young Artist Award           | Best Performance in a TV Series — Leading Young Actress                              | Танцевальная лихорадка!                             | Номинация           | [ 75 ]              |
| 2012                | Young Artist Award           | Лучший молодой актёрский ансамбль                                                    | Танцевальная лихорадка!                             | Номинация           | [ 75 ]              |
| 2012                | NAACP Image Awards           | Outstanding Performance in a Youth/Children’s Series or Special                      | Танцевальная лихорадка!                             | Номинация           | [ 76 ]              |
| 2013                | Young Artist Award           | Best Performance in a TV Movie, MiniSeries, Special or Pilot — Leading Young Actress | Заклятые друзья                                     | Номинация           | [ 77 ]              |
| 2013                | Radio Disney Music Awards    | Лучшее музыкальное видео                                                             | «Fashion Is My Kryptonite»                          | Номинация           | [ 78 ]              |
| 2014                | Radio Disney Music Awards    | Breakout Artist                                                                      | -                                                   | Номинация           | [ 79 ]              |
| 2014                | Radio Disney Music Awards    | Лучший стиль                                                                         | -                                                   | Победа              | [ 80 ]              |
| 2014                | BET Awards                   | Лучшая молодая звезда                                                                | -                                                   | Номинация           | [ 81 ]              |
| 2014                | Teen Choice Awards           | Candie’s Style Icon                                                                  | -                                                   | Победа              | [ 82 ]              |
| 2014                | Teen Choice Awards           | Choice Music: Breakout Artist                                                        | -                                                   | Номинация           | [ 82 ]              |
| 2015                | Teen Choice Awards           | Choice TV Actress: Comedy                                                            | Кей Си. Под прикрытием                              | Номинация           | [ 83 ]              |
| 2015                | BET Awards                   | Лучшая молодая звезда                                                                | -                                                   | Номинация           | [ 84 ]              |
| 2015                | Radio Disney Music Awards    | Лучший стиль                                                                         | -                                                   | Номинация           | [ 85 ]              |
| 2016                | Radio Disney Music Awards    | Лучший стиль                                                                         | -                                                   | Номинация           | [ 86 ]              |
| 2016                | Teen Choice Awards           | Choice Music: R&B/Hip-Hop Song                                                       | «Something New»                                     | Номинация           | [ 87 ]              |
| 2016                | Teen Choice Awards           | Choice Style: Female                                                                 | -                                                   | Победа              | [ 88 ]              |
| 2016                | Kids' Choice Awards          | Любимая женская телезвезда детского шоу                                              | Кей Си. Под прикрытием                              | Победа              | [ 89 ]              |
| 2017                | Kids' Choice Awards          | Любимая телеактриса                                                                  | Кей Си. Под прикрытием                              | Победа              | [ 90 ]              |
| 2017                | Teen Choice Awards           | Choice TV Actress: Comedy                                                            | Кей Си. Под прикрытием                              | Номинация           | [ 91 ]              |
| 2017                | Teen Choice Awards           | Choice Summer Movie Actress                                                          | Человек-Паук: Возвращение домой                     | Победа              | [ 91 ]              |
| 2017                | Teen Choice Awards           | Choice Breakout Movie Star                                                           | Человек-Паук: Возвращение домой                     | Номинация           | [ 91 ]              |
| 2017                | Teen Choice Awards           | Choice Twit                                                                          | -                                                   | Номинация           | [ 91 ]              |
| 2017                | Teen Choice Awards           | Choice Style Icon                                                                    | -                                                   | Номинация           | [ 91 ]              |
| 2017                | Teen Choice Awards           | Choice Female Hottie                                                                 | -                                                   | Номинация           | [ 91 ]              |
| 2018                | Teen Choice Awards           | Choice Movie Actress: Drama                                                          | Величайший шоумен                                   | Победа              | [ 92 ]              |
| 2018                | Teen Choice Awards           | Choice Movie Ship                                                                    | Величайший шоумен                                   | Победа              | [ 92 ]              |
| 2018                | Teen Choice Awards           | Choice Liplock                                                                       | Величайший шоумен                                   | Номинация           | [ 92 ]              |
| 2018                | Teen Choice Awards           | Choice Collaboration                                                                 | «Rewrite the Stars»                                 | Победа              | [ 92 ]              |
| 2018                | Teen Choice Awards           | Choice Style Icon                                                                    | -                                                   | Номинация           | [ 92 ]              |
| 2018                | Сатурн                       | Лучший молодой актёр или актриса                                                     | Человек-Паук: Возвращение домой                     | Номинация           | [ 93 ]              |
| 2018                | Kids' Choice Awards          | Любимая актриса                                                                      | Человек-Паук: Возвращение домой и Величайший шоумен | Победа              | [ 94 ]              |
| 2018                | Kids' Choice Awards          | Любимая актриса телевидения                                                          | Кей Си. Под прикрытием                              | Номинация           | [ 94 ]              |
| 2019                | Kids' Choice Awards          | Любимая актриса телевидения                                                          | Кей Си. Под прикрытием                              | Победа              | [ 95 ]              |
| 2019                | Kids' Choice Awards          | Любимый женский голос из анимационного фильма                                        | Смолфут                                             | Номинация           | [ 96 ]              |
| 2020                | Прайм-таймовая премия «Эмми» | Лучшая актриса драматического сериала                                                | Эйфория                                             | Победа              | [ 97 ]              |
| 2023                | Золотой глобус               | Лучшая женская роль в телевизионном сериале                                          | Эйфория                                             | Победа              | [ 98 ]              |